# Avventura all'Avana
Avventura all'Avana (Her Cardboard Lover) è un film del 1942 diretto da George Cukor.
Il film sigla il commiato di Norma Shearer che si ritira dalle scene hollywoodiane. Si tratta della terza versione di una commedia che Cukor aveva già diretto a teatro nel 1927.

## Trama
Un giovane musicista perde al gioco più di tremila dollari con una signora sofisticata che, per fargli pagare il debito, lo assume come guardia del corpo. Uno dei suoi compiti è quello di far ingelosire l'amante della donna.

## Produzione
Il film fu prodotto dalla Loew's (con il nome Loew's Incorporated) e dalla Metro-Goldwyn-Mayer (MGM). Venne girato dal 15 gennaio al 12 marzo 1942

## Distribuzione
Distribuito dalla Metro-Goldwyn-Mayer (MGM) e dalla Loew's (con il nome Loew's Incorporated), il film uscì nelle sale cinematografiche USA nel giugno 1942 con il titolo originale Her Cardboard Lover.

## La commedia e le sue versioni cinematografiche
La commedia Dans sa candeur naïve, scritta da Jacques Deval, fu adattata per Broadway con il titolo Her Cardboard Lover da Valerie Wyngate e P. G. Wodehouse: debuttò il 21 marzo 1927, protagonisti Jeanne Eagels e Leslie Howard. L'ultima rappresentazione fu tenuta nell'agosto del 1927, dopo 152 repliche.
Al cinema, il testo teatrale conobbe diverse versioni:
- Il fidanzato di cartone (The Cardboard Lover) di Robert Z. Leonard, con Marion Davies, Jetta Goudal e Nils Asther
- Chi la dura la vince (The Passionate Plumber) di Edward Sedgwick (1932) con Buster Keaton, Jimmy Durante e Polly Moran
- Le Plombier amoureux di Claude Autant-Lara e Edward Sedgwick (1932)
- Avventura all'Avana (1942) con Norma Shearer e Robert Taylor